# Феллине, Фабио
Фабио Феллине (итал. Fabio Felline, род. 29 марта 1990 в Турине, Италия) — итальянский профессиональный шоссейный велогонщик, выступающий с 2020 года за казахстанскую команду «Astana Pro Team».
Начал свою профессиональную карьеру в 2010 году в составе континентальной команде «Footon–Servetto–Fuji», с составе которой сразу принял участие в Тур де Франс, где был самым молодым гонщиком. В 2012 году перешёл в Androni Giocattoli-Venezuela и выиграл Giro dell'Appennino, опередив на финише группу из 20 гонщиков.
После двух сезонов в континентальной Androni Giocattoli-Venezuela перешёл в команду Мирового Тура Trek Factory Racing. Свою первую победу в новой команде Фабио одержал в конце марта 2015 года, это был Гран-при Фурми. Через месяц выигрывает 2 этап Тура Страны Басков, опередив на финише Майкла Мэттьюса. В 2016 году берёт Очковую классификацию на Вуэльте Испании.

## Статистика выступлений

### Гранд Туры
| Гранд-Тур       | 2010 | 2011 | 2012 | 2013 | 2014 | 2015 | 2016 |
| --------------- | ---- | ---- | ---- | ---- | ---- | ---- | ---- |
| Джиро д’Италия  | —    | —    | 50   | 43   | 96   | 32   | —    |
| Тур де Франс    | DNF  | —    | —    | —    | —    | —    | —    |
| Вуэльта Испании | —    | —    | —    | —    | 105  | —    | 25   |

- Джиро д’Италия
  - Участие:4
    - 2012: 50
    - 2013: 42
    - 2014: 96
    - 2015: 32; 3 в  Молодёжной классификации

- Тур де Франс
  - Участие:1
    - 2010: сход на этапе 9

- Вуэльта Испании
  - Участие:2
    - 2014: 105
    - 2016: 25; Победа в  Очковой классификации.

### Достижения
2010
1-й —  Circuit de Lorraine
1-й —  Очковая классификация
1-й —  Молодёжная классификация
1-й на этапах 2 и 3
5-й — Классика Сарды
2011
1-й на этапе 2а — Brixia Tour
6-й — Вуэльта Риохи
7-й — Мемориал Марко Пантани
2012
1-й — Джиро дель Аппенино
1-й — Мемориал Марко Пантани
2-й — Гран-при Бруно Бегелли
2013
1-й на этапе 1а — Settimana Internazionale di Coppi e Bartali
1-й на этапе 2 — Тур Словении
2015
1-й на этапе 2 — Тур Страны Басков
1-й — Гран-при Фурми
2-й — La Drôme Classic
3-й — Критериум Интернациональ
1-й на этапе 2 (ITT)
5-й — Энеко Тур
5-й — Трофей Лайгельи
7-й — Брабантсе Пейл
8-й — Страде Бьянке
2016
1-й —  Очковая классификация Вуэльта Испании
2-й — Тур Польши
4-й — Трофей Лайгельи
2017
1-й — Трофей Лайгельи
1-й в Прологе — Тур Романдии
4-й — Омлоп Хет Ниувсблад